# Anatol Grințescu
Anatol Grințescu (n. 1 august 1939, Chișinău, România – d. 2 iunie 2014, București, România) a fost un jucător român de polo pe apă. A concurat la Jocurile Olimpice de vară din 1960 și la Jocurile Olimpice de vară din 1964.

## Biografie
Anatol Grințescu s-a născut la 1 august 1939 în orașul românesc Chișinău (acum în Moldova). A jucat polo pe apă la clubul Dinamo București al Ministerului Afacerilor Interne și a deținut gradul de locotenent.
În 1960 a devenit membru al echipei naționale române de polo pe apă la Jocurile Olimpice de vară din 1960, care au ocupat locul 5. A jucat 7 meciuri și a marcat 1 gol împotriva echipei naționale a EAU.
În 1964 a devenit membru al echipei naționale de polo masculin a României la Jocurile Olimpice de vară de la Tokyo, care a ocupat locul 5. A jucat 6 meciuri și a marcat 6 goluri (două împotriva echipelor naționale din Italia și Japonia, câte unul împotriva Olandei și Belgiei). În 1965 a câștigat o medalie de bronz la turneul de la Universiada de vară din Budapesta. A jucat 12 ani la naționala României unde a susținut 176 de meciuri, înscriind 85 de goluri.
Și-a finalizat cariera de jucător la începutul anilor 1970, după care a devenit antrenor. Am lucrat cu echipa României la Jocurile Olimpice de vară din 1972, Jocurile Olimpice de vară din 1976 și Jocurile Olimpice de vară din 1980 și la Universiada din 1981.
Ulterior, timp de 18 ani, a fost secretarul general al Federației Române de Polo pe apă, în 2008 a devenit președintele acesteia. A murit pe 2 iunie 2014 la București.

## Distincții
- Ordinul „Meritul Sportiv” clasa a III-a (8 mai 1968) „pentru contribuția deosebită adusă la dezvoltarea mișcării de cultură fizică și sport și pentru merite deosebite în activitatea sportivă de performanță, cu prilejul împlinirii a 20 de ani de la înființarea Clubului sportiv «Dinamo»-București al Ministerului Afacerilor Interne”[5]
- Ordinul „Meritul Sportiv” clasa a III-a (18 august 1976) „pentru rezultatele deosebite obținute la Jocurile olimpice de vară de la Montreal – 1976, precum și pentru contribuția adusă la dezvoltarea activității sportive și la creșterea prestigiului sportului românesc pe plan internațional”[10]